# Saint-Eugène (Charente-Maritime)
Saint-Eugène é uma comuna francesa na região administrativa da Nova Aquitânia, no departamento de Charente-Maritime. Estende-se por uma área de 16,56 km². Em 2010 a comuna tinha 285 habitantes (densidade: 17,2 hab./km²).